# Tight

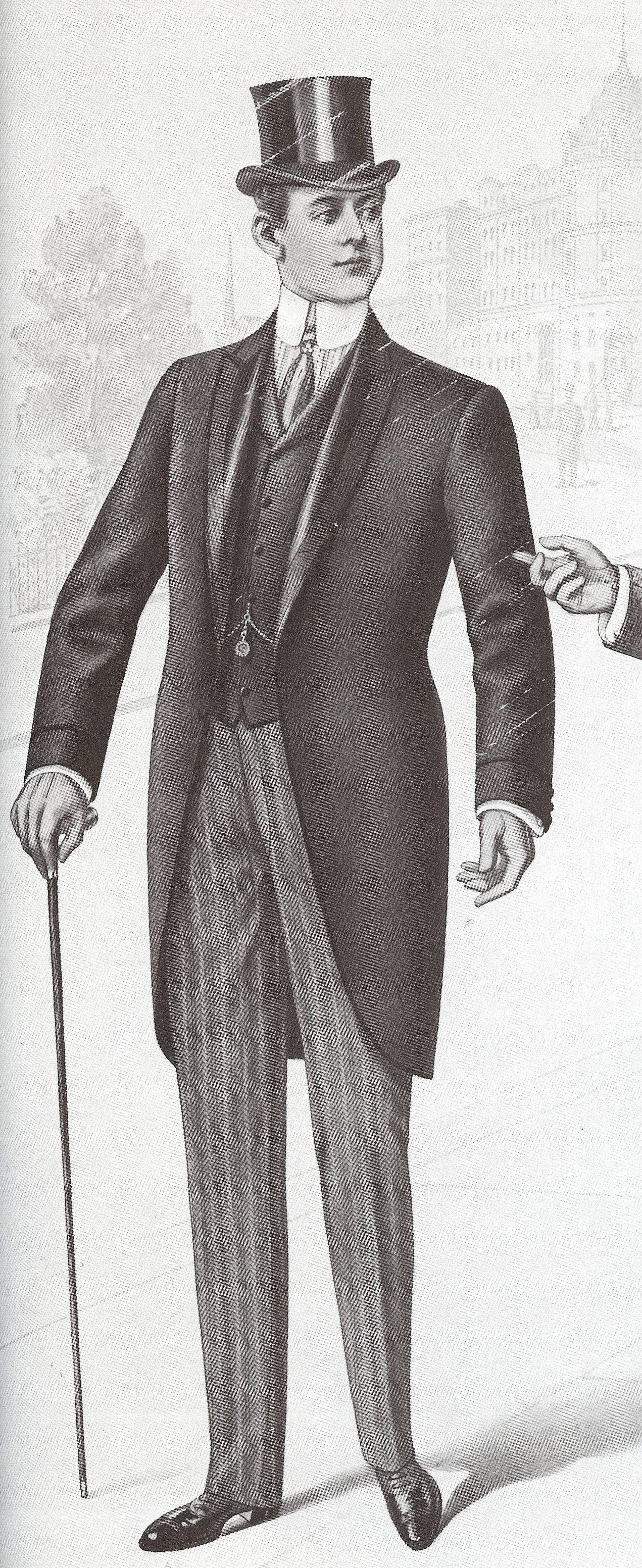
Tight 1910

Il tight, pronunciato tait, detto anche velada, è un abito maschile formale.
Come si può intuire dalla traduzione del suo nome inglese - morning dress o morning coat - si tratta di un abito da giorno, il quale dev'essere indossato la mattina o il pomeriggio finché il Sole non tramonta. Il nome italiano deriva dal taglio particolarmente sciancrato che dovrebbe avere la giacca: infatti, come anche il frac, è detto "capo a vita", e per l'altra loro caratteristica entrambi sono definiti "abiti a coda".
È adatto in particolare per le cerimonie nuziali di una certa solennità, purché celebrate prima delle ore 18:00. Per regola di galateo, dovrebbe essere la scelta dello sposo quando la sposa indossa l'abito lungo con strascico e velo; inoltre, quando indossato dallo sposo, deve esserlo anche dai testimoni, dai padri e dai fratelli degli sposi. Nei matrimoni di un certo tono è indossato da tutti gli uomini.
Si usa altresì in tutte le cerimonie diurne pubbliche e private che richiedano il dress code formale. Il tight, come il frac, può essere indossato solo se richiesto nel dress code.
È obbligatorio in particolari occasioni mondane, come ad esempio per accedere alla tribuna reale dell'Ippodromo di Ascot durante le giornate del Royal Meeting, ossia il premio Royal Ascot.

## Storia
La giacca del tight discende dalla redingote e dalla finanziera, che a loro volta discendono dal giustacuore, indumento originariamente molto aderente al petto, caratteristica da cui trae il nome. Da questi indumenti prende la sua foggia caratteristica con le falde arrotondate sul davanti e le code con l'alto spacco posteriore centrale, retaggio dell'esigenza di poter montare a cavallo. Si affermò, al pari del frac, con cui però non deve essere confuso, alla fine del XIX secolo. Nel XX secolo assunse grande popolarità usato durante gli eventi solenni e le cerimonie mattutine; ancora oggi, con poche variazioni, rimane l'abito maschile da cerimonia diurna per le occasioni formali.

## Composizione

### Giacca
La giacca, di colore nero o grigio antracite, fascia i fianchi, possiede un solo bottone e non ha tasche ma solamente il taschino in alto a sinistra. Essa è caratterizzata dalle falde che partono arrotondate dal davanti e formano due lunghe code sul dietro che arrivano fino a sfiorare la piega del ginocchio; all'altezza della vita è cucito un bottone, da cui partono due pieghe a soffietto che scendono fino a due centimetri dal fondo, e lo spacco è a sormonto con dente. Il tessuto che si utilizza è la lana, che dovrebbe sempre essere flanellata, liscia oppure a spina di pesce; la fodera è di raso di seta. La giacca andrebbe sempre tenuta abbottonata sulla manica, sempre chiusa con il bottone (originariamente c'era anche una sorta di piattissimo paramano). Molto rare oggi, più comuni una volta, quelle con gli orli ricoperti da un bordino di seta grosgrain.
Rarissima in Italia la versione nel grigio dal medio al chiaro, con giacca, gilet e pantaloni dello stesso tessuto in grisaglia di lana che nel Regno Unito prende il nome di morning suit. Non adatta se non si è almeno visconte per i matrimoni, molto in voga ad Ascot. In caso di neve o pioggia si può mettere sopra la giacca un chesterfield o un paletot.

### Pantaloni
Di lana grigia nei vari toni, rigati o con pied de poule in modo più o meno evidente di nero, grigio e bianco, ma anche in tinta unita; devono essere di taglio classico piuttosto dritto e rigorosamente senza il risvolto in fondo. Non devono esservi i passanti in quanto questi devono essere indossati con le bretelle; dovrebbero dunque avere i bottoni per agganciarle.

### Panciotto
In panno leggero di lana o d'estate in tela di lino, ad uno o doppio petto, è generalmente a cinque o sei bottoni nella versione monopetto e a tre o quattro coppie in quella a doppio petto. Il colore è grigio chiaro oppure camoscio, ossia una via di mezzo tra il giallo ed il beige. Il grigio perla è il più tradizionale, ma si può anche optare per il rosso borgogna, il beige, il color crema, il blu e il verde scuro. Dello stesso nero o antracite della giacca resta in uso più che altro in Vaticano e per i funerali; nei primi del Novecento lo si usava per tutte le occasioni, compresi i matrimoni.

### Cappello
A cilindro di colore grigio o nero, di seta o di feltro.

### Camicia
Bianca o azzurra in cotone con polsini singoli chiusi da gemelli che devono sporgere dalle maniche della giacca di circa due centimetri. Il collo della camicia diplomatico è oramai poco usato, gli è preferito il colletto tradizionale.

### Cravatta
Quella a plastron fermata da una spilla o perla era quella tradizionale, ma è ormai soppiantata dalla cravatta semplice di seta; con il gilet grigio sarebbe ideale un grigio perla, oppure, in alternativa colorata, purché sia elegante.

### Scarpe
Oxford nere lisce, preferibilmente coperte da uose bianche o grigie, mai di modello "mocassino". Si può optare anche per degli stivali "balmoral", ovvero stivaletti chiusi con lacci dove la parte dalla caviglia superiore è in camoscio, o i "button boots", in Italia chiamati" dannunziani" chiusi con i bottoni, anch'essi con la parte che copre la caviglia in Camoscio ma siccome tali calzature sono difficili da trovare, sono consigliate le oxford con mascherina dritta.

### Guanti
Grigi in pelle di camoscio, fini, con sottili cuciture a macchina; si chiudono al polso con un piccolo bottone. I colori per i quali si può optare sono il grigio chiaro, il rosso borgogna e il blu scuro; poco usata è la versione in pelle normale color senape.

### Calze
Nere o grigie scuro in cotone o in filo di Scozia purché rigorosamente lunghe, lisce e piuttosto sottili.

### Bretelle
Possibilmente grigie nel tipico tessuto boxcloth, da abbottonare alle tre coppie di bottoni all'interno dei pantaloni; rimanendo completamente invisibili lasciano, fino ad un certo limite, spazio per la personalizzazione.

### Altri accessori
Il classico fiore all'occhiello (da scegliere tra il garofano bianco, la gardenia, o la classica camelia). La pochette bianca o colorata (anche se meno formale). L'orologio, ideale quello da taschino con catena, piatto e non eccessivamente voluminoso: se da polso valgono le stesse regole di misura; molto elegante in stile vintage, deve comunque avere un bracciale fine ed elegante o ancor meglio un cinturino nero, preferibilmente di pelle di coccodrillo. Il metallo dovrebbe essere lo stesso di quello dei gemelli.
Non più in uso il bastone da passeggio che una volta era preferibilmente del tipo a pomolo prezioso.

## Mezzo tight e Stresemann
Di livello intermedio tra l'abito completo da giorno e il tight è il "mezzo tight" che presenta anch'esso una giacca nera quasi identica a quella del tight, a un bottone, ma priva di coda. Simile al mezzo tight ma leggermente meno formale è lo "Stresemann" (dal in tedesco Stresemann, in inglese britannico detto Black Lounge, in inglese americano Stroller; ) che, al contrario del tight, presenta una giacca di un completo da uomo, a più di un bottone e che può essere anche doppiopetto, di colore antracite, nero o blu scurissimo, e anch'essa priva di coda. Si sostituisce il cappello a cilindro con un lobbia o con una bombetta. 
Equivalente diurno dello smoking, mezzo tight e Stresemann possono essere usati in cerimonie di livello medio-alto.